# Château de Bolton
Le château de Bolton est un château anglais datant du XIVe siècle, situé près du Wensleydale, dans le Yorkshire. Le village voisin de Castle Bolton (en) tire son nom du château. Ce dernier est un monument classé Grade I qui fut endommagé lors de la Première Révolution anglaise, mais dont une grande partie a résisté. Il n'a jamais été vendu et appartient toujours aux descendants de la famille Scrope.

## Histoire
Le château fut construit entre 1378 et 1399 par Richard, 1er Baron Scrope de Bolton (en), et est un exemple de château quadrangulaire (en). La licence pour le construire fut accordée en juillet 1379 et un contrat avec le maçon John Lewyn fut passé en septembre 1378. La construction est censée avoir coûtée 18 000 marks. John Leland, un écrivain du XVIe siècle, a décrit « une horloge astronomique » dans la cour et la manière dont la fumée partant du foyer situé dans le hall passait à travers les tuyaux. Le château de Bolton a été décrit par Sir Francis Knollys comme ayant « Les plus hauts murs de toutes les maisons qu'il ait vues ».
En 1536, John Scrope, 8e baron Scrope (en), apporta son soutien à la rébellion du pèlerinage de Grâce contre les réformes religieuses du roi Henri VIII et donna asile au château à Adam Sedbar, abbé de Jervaulx (en). À la suite de cela, John Scrope dut fuir à Skipton, poursuivi par les hommes du roi, mais l'abbé Sedbar fut rattrapé puis exécuté. En représailles, le roi ordonna l'incendie du château de Bolton, causant d'importants dégâts. En quelques années, les dommages furent réparés et Sir John reprit son siège au Parlement.

### Marie Stuart, reine d'Écosse, à Bolton

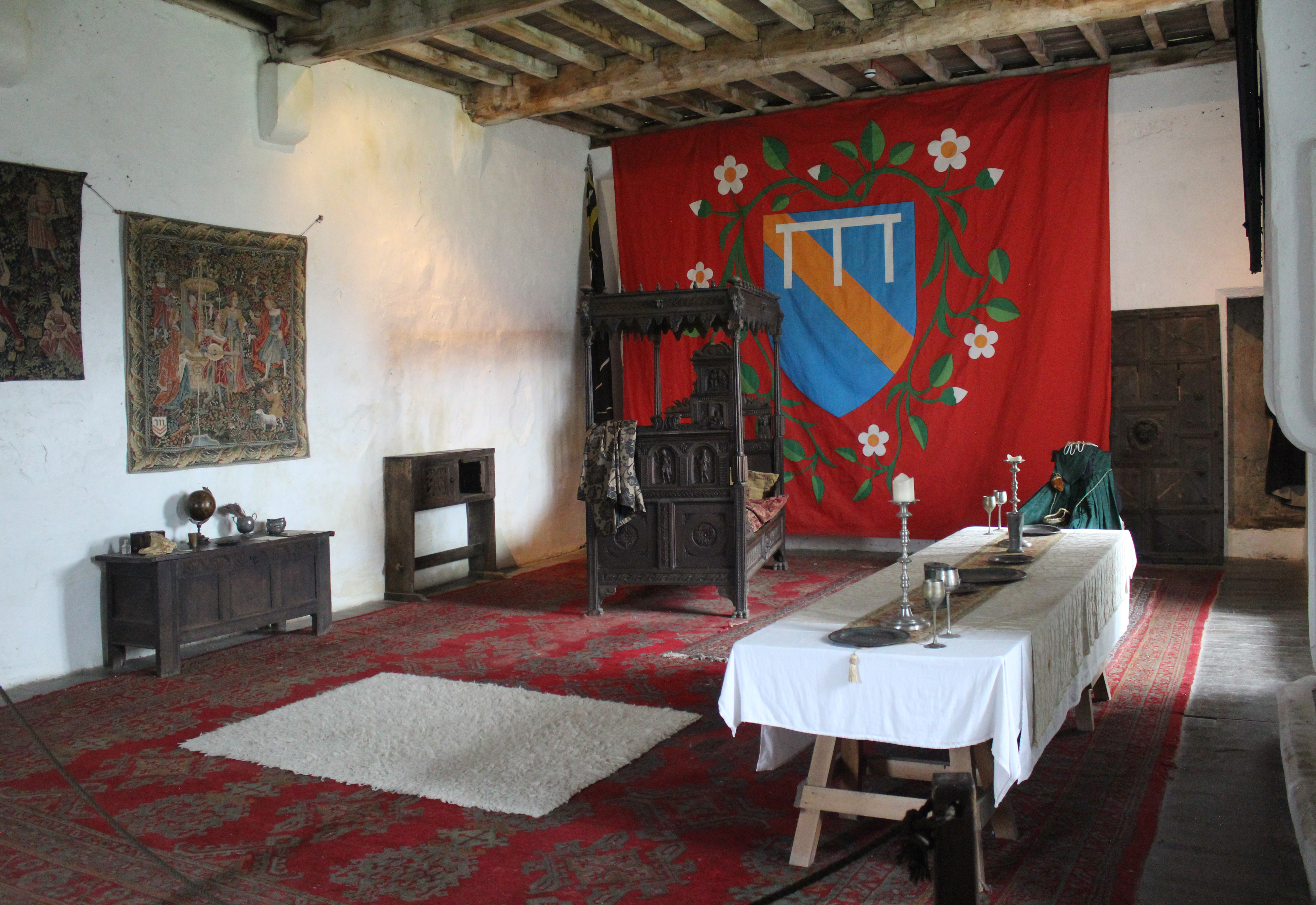
Chambre à coucher de Marie au château de Bolton où elle demeura en 1568

Marie Stuart, reine d'Écosse, resta à Bolton pendant six mois. Après sa défaite en Écosse lors de la bataille de Langside (en) en 1568, elle s'enfuit en Angleterre, créant une menace pour la position de la reine Élisabeth Ire qui était protestante. Marie fut dans un premier temps détenue au château de Carlisle, sous la surveillance de Henry, 9e baron Scrope, mais Carlisle s'avéra inadapté et en juillet 1568, Marie fut déplacée à Bolton. Marie bénéficia des propres appartements de Henry Scrope, situés dans la tour sud-ouest. De son cortège de 51 chevaliers, serviteurs et dames d'honneur, seuls 30 d'entre eux et six d'entre elles furent en mesure de rester au château, le reste étant logé à proximité. Son entourage comprenait cuisiniers, palefreniers, coiffeur, brodeur, apothicaire, médecin et chirurgien. À l'origine, le château de Bolton n'avait pas vocation à loger une reine, par conséquent, des tapisseries, des tapis et des meubles furent empruntés dans des maisons locales et dans la ville de Barnard Castle située à proximité, dans le Comté de Durham. La reine Élisabeth elle-même prêta certains vases en étain ainsi qu'une bouilloire en cuivre.
Marie fut autorisée à se promener dans les alentours et allait souvent à la chasse. Son occupation favorite, alors qu'elle était au château, était de se faire coiffer par son amie Marie Seton (en). Sir Francis Knollys, que Marie surnommait « maître », lui enseigna l'anglais, car elle ne parlait que le français, le latin et le scots. Elle rencontra même des catholiques locaux, fait pour lequel Knollys et Scrope furent sévèrement réprimandés. En janvier 1569, Marie quitta le château de Bolton pour la dernière fois et fut envoyée à Tudbury (en), dans le Staffordshire, où elle passa la majeure partie des 18 années qui précédèrent son exécution en 1587.

### Histoire récente
Après la mort en 1630 d'Emanuel Scrope, 1er comte de Sunderland qui n'avait pas d'enfants légitimes, ce fut Marie, l'aînée de ses trois filles illégitimes, qui hérita du château de Bolton. Elle épousa Charles Paulet, 6e marquis de Winchester et 1er duc de Bolton.
Le château est actuellement détenu par leur descendant, Harry, huitième baron Bolton (en), qui réside à proximité de Bolton Hall (en), un manoir construit en 1675. Le château de Bolton est géré par son fils et sa belle-fille, Thomas et Katie Orde-Paulet. Sur le site, il y a également un jardin comprenant un labyrinthe, un jardin d'herbes aromatiques, une prairie de fleurs sauvages, une roseraie et un vignoble.

## Lieu de tournage
Plusieurs films et productions télévisuelles ont utilisé le château comme lieu de tournage, comme par exemple Ivanhoé, Elizabeth, Heartbeat (en) et All Creatures Great and Small (en).

## Traduction
- (en) Cet article est partiellement ou en totalité issu de l’article de Wikipédia en anglais intitulé « Bolton Castle » (voir la liste des auteurs).